# Anigozanthos gabrielae
Anigozanthos gabrielae är en enhjärtbladig växtart som beskrevs av Karel Domin. Anigozanthos gabrielae ingår i släktet Anigozanthos och familjen Haemodoraceae. Inga underarter finns listade.